# Qualificazioni alla Coppa d'Asia 2027
Questa voce raccoglie un approfondimento sui risultati degli incontri e sulle classifiche per l'accesso alla fase finale della Coppa d'Asia 2027, la diciannovesima edizione dell'omonima competizione.
Il percorso di qualificazione è strutturato in quattro turni, con i primi due che fungono anche da meccanismo di qualificazione per la Coppa del Mondo di calcio 2026.

## Formato
Le qualificazioni alla competizione sono strutturate come segue:
- Primo turno: 20 squadre giocano un turno ad eliminazione diretta con gare di andata e ritorno
  - Le 10 vincitrici accedono al secondo turno
  - Le 3 squadre sconfitte con il miglior risultato accedono al terzo turno
  - Le 6 squadre sconfitte con il peggior risultato accedono al turno di play-off
- Secondo turno: 36 squadre, di cui 10 provenienti dal turno precedente, sono divise in 9 gironi, ognuno da 4 squadre, che giocano andata e ritorno, per un totale di 6 giornate.
  - Le 9 vincitrici dei gironi e le 9 seconde classificate si qualificano per la Coppa d'Asia, insieme con l'Arabia Saudita. Ottengono inoltre la qualificazione al terzo turno delle Qualificazioni al campionato mondiale di calcio 2026 - AFC.
  - Le altre 18 squadre accedono al terzo turno.
- Play-off: 6 squadre giocano un turno ad eliminazione diretta con gara di andata e ritorno per determinare altre 3 qualificate al terzo turno.
- Terzo turno: 24 squadre (3 dal primo turno, 18 dal secondo turno e 3 dai gironi) sono divise in 6 gironi, ognuno da 4 squadre, che giocano andata e ritorno, per un totale di 6 giornate. Le 6 vincenti dei gironi si qualificano per la Coppa d'Asia.

## Squadre partecipanti
46 federazioni membri della Asian Football Confederation e affiliate alla FIFA prendono parte ai percorsi di qualificazione per Coppa d'Asia 2027 e Campionato Mondiale di calcio 2026. Inizialmente la Nazionale di calcio delle Isole Marianne Settentrionali, non affiliata alla FIFA, avrebbe dovuto accedere direttamente al turno di play-off, tuttavia non è stata inclusa nei sorteggi.
Il sorteggio per i primi due turni delle qualificazioni congiunte si è tenuto il 27 luglio 2023. Le squadre sono state divise in quattro fasce in base al loro Ranking FIFA di luglio 2023. Le squadre di quarta fascia sono entrate nella competizione nel primo turno e sono state suddivise in due ulteriori fasce in modo da consentire il sorteggio.
| Secondo turno                                                                                              | Secondo turno                                                                                  | Secondo turno                                                                                      | Primo turno                                                                                                | Primo turno                                                                                        |
| Fascia 1                                                                                                   | Fascia 2                                                                                       | Fascia 3                                                                                           | Fascia 4-1                                                                                                 | Fascia 4-2                                                                                         |
| --- | ---------------------------------------------------------------------------------------------- | -------------------------------------------------------------------------------------------------- | --- | -------------------------------------------------------------------------------------------------- |
| - Giappone - Iran - Australia - Corea del Sud - Arabia Saudita - Qatar - Iraq - Emirati Arabi Uniti - Oman | - Uzbekistan - Cina - Giordania - Bahrein - Siria - Vietnam - Palestina - Kirghizistan - India | - Libano - Tagikistan - Thailandia - Corea del Nord - Filippine - Malaysia - Kuwait - Turkmenistan | - Hong Kong - Indonesia - Taiwan - Maldive - Yemen - Afghanistan - Singapore - Birmania - Nepal - Cambogia | - Macao - Mongolia - Bhutan - Laos - Bangladesh - Brunei - Timor Est - Pakistan - Guam - Sri Lanka |

## Primo turno
Gli accoppiamenti del primo turno sono stati sorteggiati il 27 luglio 2023 a Kuala Lumpur, in Malaysia. Le gare di andata si sono tenute il 12 ottobre 2023, mentre quelle di ritorno il 17 ottobre.
| Squadra 1   | Totale | Squadra 2  | Andata | Ritorno |
| ----------- | ------ | ---------- | ------ | ------- |
| Afghanistan | 2 - 0  | Mongolia   | 1 - 0  | 1 - 0   |
| Maldive     | 2 - 3  | Bangladesh | 1 - 1  | 1 - 2   |
| Singapore   | 3 - 1  | Guam       | 2 - 1  | 1 - 0   |
| Yemen       | 4 - 1  | Sri Lanka  | 3 - 0  | 1 - 1   |
| Birmania    | 5 - 1  | Macao      | 5 - 1  | 0 - 0   |
| Cambogia    | 0 - 1  | Pakistan   | 0 - 0  | 0 - 1   |
| Taiwan      | 7 - 0  | Timor Est  | 4 - 0  | 3 - 0   |
| Indonesia   | 12 - 0 | Brunei     | 6 - 0  | 6 - 0   |
| Hong Kong   | 4 - 2  | Bhutan     | 4 - 0  | 0 - 2   |
| Nepal       | 2 - 1  | Laos       | 1 - 1  | 1 - 0   |

### Classifica delle squadre sconfitte
| Pos. | Squadra   | P.ti | G | V | P | S | GF | GS | DR  | Qualificazione |
| ---- | --------- | ---- | - | - | - | - | -- | -- | --- | -------------- |
| 1    | Bhutan    | 3    | 2 | 1 | 0 | 1 | 2  | 4  | -2  | Terzo turno    |
| 2    | Maldive   | 1    | 2 | 0 | 1 | 1 | 2  | 3  | -1  | Terzo turno    |
| 3    | Laos      | 1    | 2 | 0 | 1 | 1 | 1  | 2  | -1  | Terzo turno    |
| 4    | Cambogia  | 1    | 2 | 0 | 1 | 1 | 0  | 1  | -1  | Play-off       |
| 5    | Sri Lanka | 1    | 2 | 0 | 1 | 1 | 1  | 4  | -3  | Play-off       |
| 6    | Macao     | 1    | 2 | 0 | 1 | 1 | 1  | 5  | -4  | Play-off       |
| 7    | Guam      | 0    | 2 | 0 | 0 | 2 | 1  | 3  | -2  |                |
| 8    | Mongolia  | 0    | 2 | 0 | 0 | 2 | 0  | 2  | -2  | Play-off       |
| 9    | Timor Est | 0    | 2 | 0 | 0 | 2 | 0  | 7  | -7  | Play-off       |
| 10   | Brunei    | 0    | 2 | 0 | 0 | 2 | 0  | 12 | -12 | Play-off       |

## Secondo turno
Il sorteggio del secondo turno si è svolto il 27 luglio 2023 a Kuala Lumpur. Le prime due classificate di ogni girone si qualificano per la Coppa d'Asia, mentre le altre si qualificano per il terzo turno.
| Fascia 1 | Fascia 2 | Fascia 3 | Fascia 4 |
| --- | --- | --- | --- |
| - Giappone (20) - Iran (22) - Australia (27) - Corea del Sud (28) - Arabia Saudita (54) - Qatar (59) - Iraq (70) - Emirati Arabi Uniti (72) - Oman (73) | - Uzbekistan (74) - Cina (80) - Giordania (82) - Bahrein (86) - Siria (94) - Vietnam (95) - Palestina (96) - Kirghizistan (97) - India (99) | - Libano (100) - Tagikistan (110) - Thailandia (113) - Corea del Nord (115) - Filippine (135) - Malaysia (136) - Kuwait (137) - Turkmenistan (138) | - Hong Kong (149) - Indonesia (150) - Taipei cinese (153) - Yemen (156) - Afghanistan (157) - Singapore (158) - Birmania (160) - Nepal (175) - Bangladesh (189) - Pakistan (201) |

### Girone A
| Squadra     | P.ti | G | V | P | S | RF | RS | DR  |
| ----------- | ---- | - | - | - | - | -- | -- | --- |
| Qatar       | 16   | 6 | 5 | 1 | 0 | 18 | 3  | +15 |
| Kuwait      | 7    | 6 | 2 | 1 | 3 | 6  | 6  | 0   |
| India       | 5    | 6 | 1 | 2 | 3 | 3  | 7  | -4  |
| Afghanistan | 5    | 6 | 1 | 2 | 3 | 3  | 14 | -11 |

| Squadra     | Qatar (bandiera) | India (bandiera) | Kuwait (bandiera) | Afghanistan (bandiera) |
| ----------- | ---------------- | ---------------- | ----------------- | ---------------------- |
| Qatar       |                  | 2 - 1            | 3 - 0             | 8 - 1                  |
| India       | 0 - 3            |                  | 0 - 0             | 1 - 2                  |
| Kuwait      | 1 - 2            | 0 - 1            |                   | 1 - 0                  |
| Afghanistan | 0 - 0            | 0 - 0            | 0 - 4             |                        |

### Girone B
| Squadra        | P.ti | G | V | P | S | RF | RS | DR  |
| -------------- | ---- | - | - | - | - | -- | -- | --- |
| Giappone       | 18   | 6 | 6 | 0 | 0 | 24 | 0  | +24 |
| Corea del Nord | 9    | 6 | 3 | 0 | 3 | 11 | 7  | +4  |
| Siria          | 7    | 6 | 2 | 1 | 3 | 9  | 12 | -3  |
| Birmania       | 1    | 6 | 0 | 1 | 5 | 3  | 28 | -25 |

| Squadra        | Giappone (bandiera) | Siria (bandiera) | Corea del Nord (bandiera) | Birmania (bandiera) |
| -------------- | ------------------- | ---------------- | ------------------------- | ------------------- |
| Giappone       |                     | 5 - 0            | 1 - 0                     | 5 - 0               |
| Siria          | 0 - 5               |                  | 1 - 0                     | 7 - 0               |
| Corea del Nord | 0 - 3               | 1 - 0            |                           | 4 - 1               |
| Birmania       | 0 - 5               | 1 - 1            | 1 - 6                     |                     |

### Girone C
| Squadra       | P.ti | G | V | P | S | RF | RS | DR  |
| ------------- | ---- | - | - | - | - | -- | -- | --- |
| Corea del Sud | 16   | 6 | 5 | 1 | 0 | 20 | 1  | +19 |
| Cina          | 8    | 6 | 2 | 2 | 2 | 9  | 9  | 0   |
| Thailandia    | 8    | 6 | 2 | 2 | 2 | 9  | 9  | 0   |
| Singapore     | 1    | 6 | 0 | 1 | 5 | 5  | 24 | -19 |

| Squadra       | Corea del Sud (bandiera) | Cina (bandiera) | Thailandia (bandiera) | Singapore (bandiera) |
| ------------- | ------------------------ | --------------- | --------------------- | -------------------- |
| Corea del Sud |                          | 1 - 0           | 1 - 1                 | 5 - 0                |
| Cina          | 0 - 3                    |                 | 1 - 1                 | 4 - 1                |
| Thailandia    | 0 - 3                    | 1 - 2           |                       | 3 - 1                |
| Singapore     | 0 - 7                    | 2 - 2           | 1 - 3                 |                      |

### Girone D
| Squadra       | P.ti | G | V | P | S | RF | RS | DR  |
| ------------- | ---- | - | - | - | - | -- | -- | --- |
| Oman          | 13   | 6 | 4 | 1 | 1 | 11 | 2  | +9  |
| Kirghizistan  | 11   | 6 | 3 | 2 | 1 | 13 | 7  | +6  |
| Malaysia      | 10   | 6 | 3 | 1 | 2 | 9  | 9  | 0   |
| Taipei cinese | 0    | 6 | 0 | 0 | 6 | 2  | 17 | -15 |

| Squadra       | Oman (bandiera) | Kirghizistan (bandiera) | Malaysia (bandiera) | Taipei cinese (bandiera) |
| ------------- | --------------- | ----------------------- | ------------------- | ------------------------ |
| Oman          |                 | 1 - 1                   | 2 - 0               | 3 - 0                    |
| Kirghizistan  | 1 - 0           |                         | 1 - 1               | 5 - 1                    |
| Malaysia      | 0 - 2           | 4 - 3                   |                     | 3 - 1                    |
| Taipei cinese | 0 - 3           | 0 - 2                   | 0 - 1               |                          |

### Girone E
| Squadra      | P.ti | G | V | P | S | RF | RS | DR  |
| ------------ | ---- | - | - | - | - | -- | -- | --- |
| Iran         | 14   | 6 | 4 | 2 | 0 | 16 | 4  | +12 |
| Uzbekistan   | 14   | 6 | 4 | 2 | 0 | 13 | 4  | +9  |
| Turkmenistan | 2    | 6 | 0 | 2 | 4 | 4  | 14 | -10 |
| Hong Kong    | 2    | 6 | 0 | 2 | 4 | 4  | 15 | -11 |

| Squadra      | Iran (bandiera) | Uzbekistan (bandiera) | Turkmenistan (bandiera) | Hong Kong (bandiera) |
| ------------ | --------------- | --------------------- | ----------------------- | -------------------- |
| Iran         |                 | 0 - 0                 | 5 - 0                   | 4 - 0                |
| Uzbekistan   | 2 - 2           |                       | 3 - 1                   | 3 - 0                |
| Turkmenistan | 0 - 1           | 1 - 3                 |                         | 0 - 0                |
| Hong Kong    | 2 - 4           | 0 - 2                 | 2 - 2                   |                      |

### Girone F
| Squadra   | P.ti | G | V | P | S | RF | RS | DR  |
| --------- | ---- | - | - | - | - | -- | -- | --- |
| Iraq      | 18   | 6 | 6 | 0 | 0 | 17 | 2  | +15 |
| Indonesia | 10   | 6 | 3 | 1 | 2 | 8  | 8  | 0   |
| Vietnam   | 6    | 6 | 2 | 0 | 4 | 6  | 10 | -4  |
| Filippine | 1    | 6 | 0 | 1 | 5 | 3  | 14 | -11 |

| Squadra   | Iraq (bandiera) | Vietnam (bandiera) | Filippine (bandiera) | Indonesia (bandiera) |
| --------- | --------------- | ------------------ | -------------------- | -------------------- |
| Iraq      |                 | 3 - 1              | 1 - 0                | 5 - 1                |
| Vietnam   | 0 - 1           |                    | 3 - 2                | 0 - 3                |
| Filippine | 0 - 5           | 0 - 2              |                      | 1 - 1                |
| Indonesia | 0 - 2           | 1 - 0              | 2 - 0                |                      |

### Girone G
| Squadra        | P.ti | G | V | P | S | RF | RS | DR  |
| -------------- | ---- | - | - | - | - | -- | -- | --- |
| Giordania      | 13   | 6 | 4 | 1 | 1 | 16 | 4  | +12 |
| Arabia Saudita | 13   | 6 | 4 | 1 | 1 | 12 | 3  | +9  |
| Tagikistan     | 8    | 6 | 2 | 2 | 2 | 11 | 7  | +4  |
| Pakistan       | 0    | 6 | 0 | 0 | 6 | 1  | 26 | -25 |

| Squadra        | Arabia Saudita (bandiera) | Giordania (bandiera) | Tagikistan (bandiera) | Pakistan (bandiera) |
| -------------- | ------------------------- | -------------------- | --------------------- | ------------------- |
| Arabia Saudita |                           | 1 - 2                | 1 - 0                 | 4 - 0               |
| Giordania      | 0 - 2                     |                      | 3 - 0                 | 7 - 0               |
| Tagikistan     | 1 - 1                     | 1 - 1                |                       | 3 - 0               |
| Pakistan       | 0 - 3                     | 0 - 3                | 1 - 6                 |                     |

### Girone H
| Squadra             | P.ti | G | V | P | S | RF | RS | DR  |
| ------------------- | ---- | - | - | - | - | -- | -- | --- |
| Emirati Arabi Uniti | 16   | 6 | 5 | 1 | 0 | 16 | 2  | +14 |
| Bahrein             | 11   | 6 | 3 | 2 | 1 | 11 | 3  | +8  |
| Yemen               | 5    | 6 | 1 | 2 | 3 | 5  | 9  | -4  |
| Nepal               | 1    | 6 | 0 | 1 | 5 | 2  | 20 | -18 |

| Squadra             | Emirati Arabi Uniti (bandiera) | Bahrein (bandiera) | Yemen (bandiera) | Nepal (bandiera) |
| ------------------- | ------------------------------ | ------------------ | ---------------- | ---------------- |
| Emirati Arabi Uniti |                                | 1 - 1              | 2 - 1            | 4 - 0            |
| Bahrein             | 0 - 2                          |                    | 0 - 0            | 3 - 0            |
| Yemen               | 0 - 3                          | 0 - 2              |                  | 2 - 2            |
| Nepal               | 0 - 4                          | 0 - 5              | 0 - 2            |                  |

### Girone I
| Squadra    | P.ti | G | V | P | S | RF | RS | DR  |
| ---------- | ---- | - | - | - | - | -- | -- | --- |
| Australia  | 18   | 6 | 6 | 0 | 0 | 22 | 0  | +22 |
| Palestina  | 8    | 6 | 2 | 2 | 2 | 6  | 6  | 0   |
| Libano     | 6    | 6 | 1 | 3 | 2 | 5  | 8  | -3  |
| Bangladesh | 1    | 6 | 0 | 1 | 5 | 1  | 20 | -19 |

| Squadra    | Australia (bandiera) | Palestina (bandiera) | Libano (bandiera) | Bangladesh (bandiera) |
| ---------- | -------------------- | -------------------- | ----------------- | --------------------- |
| Australia  |                      | 5 - 0                | 2 - 0             | 7 - 0                 |
| Palestina  | 0 - 1                |                      | 0 - 0             | 5 - 0                 |
| Libano     | 0 - 5                | 0 - 0                |                   | 4 - 0                 |
| Bangladesh | 0 - 2                | 0 - 1                | 1 - 1             |                       |

## Play-off
Il sorteggio per i play-off si è tenuto il 9 maggio 2024 a Kuala Lumpur. Le sei squadre qualificate sono state divise in due fasce, in base al loro ranking FIFA ad aprile 2024.
| Fascia 1                                        | Fascia 2                                           |
| ----------------------------------------------- | -------------------------------------------------- |
| - Cambogia (179) - Macao (186) - Mongolia (191) | - Brunei (194) - Timor Est (198) - Sri Lanka (204) |

| Squadra 1 | Totale          | Squadra 2 | Andata | Ritorno     |
| --------- | --------------- | --------- | ------ | ----------- |
| Sri Lanka | 2 - 2 (4-2 dtr) | Cambogia  | 0 - 0  | 2 - 2 (dts) |
| Timor Est | 4 - 3           | Mongolia  | 4 - 1  | 0 - 2       |
| Brunei    | 4 - 0           | Macao     | 3 - 0  | 1 - 0       |

## Terzo turno
Il sorteggio per il terzo turno si terrà il 19 dicembre 2024 (da aggiornare!). Al terzo turno prendono parte 3 squadre dal primo turno, 18 dal secondo turno e altre 3 dai play-off. Le squadre saranno divise in sei gironi, ognuno da 4 squadre, che giocano gare di andata e ritorno. Le vincenti dei 6 gironi ottengono la qualificazione per la Coppa d'Asia.

### Girone A
| Squadra    | P.ti | G | V | P | S | GF | GS | DR |
| ---------- | ---- | - | - | - | - | -- | -- | -- |
| Filippine  | 3    | 1 | 1 | 0 | 0 | 4  | 1  | 3  |
| Tagikistan | 3    | 1 | 1 | 0 | 0 | 1  | 0  | 1  |
| Timor Est  | 0    | 1 | 0 | 0 | 1 | 0  | 1  | -1 |
| Maldive    | 0    | 1 | 0 | 0 | 1 | 1  | 4  | -3 |

| Squadra    | Filippine (bandiera) | Tagikistan (bandiera) | Timor Est (bandiera) | Maldive (bandiera) |
| ---------- | -------------------- | --------------------- | -------------------- | ------------------ |
| Filippine  |                      | 4 - 1                 | -                    | -                  |
| Tagikistan | 1 - 0                |                       | -                    | -                  |
| Timor Est  | -                    | -                     |                      | -                  |
| Maldive    | -                    | -                     | -                    |                    |

### Girone B
| Squadra | P.ti | G | V | P | S | GF | GS | DR |
| ------- | ---- | - | - | - | - | -- | -- | -- |
| B1      | 0    | 0 | 0 | 0 | 0 | 0  | 0  | 0  |
| B2      | 0    | 0 | 0 | 0 | 0 | 0  | 0  | 0  |
| B3      | 0    | 0 | 0 | 0 | 0 | 0  | 0  | 0  |
| B4      | 0    | 0 | 0 | 0 | 0 | 0  | 0  | 0  |

### Girone C
| Squadra | P.ti | G | V | P | S | GF | GS | DR |
| ------- | ---- | - | - | - | - | -- | -- | -- |
| C1      | 0    | 0 | 0 | 0 | 0 | 0  | 0  | 0  |
| C2      | 0    | 0 | 0 | 0 | 0 | 0  | 0  | 0  |
| C3      | 0    | 0 | 0 | 0 | 0 | 0  | 0  | 0  |
| C4      | 0    | 0 | 0 | 0 | 0 | 0  | 0  | 0  |

### Girone D
| Squadra | P.ti | G | V | P | S | GF | GS | DR |
| ------- | ---- | - | - | - | - | -- | -- | -- |
| D1      | 0    | 0 | 0 | 0 | 0 | 0  | 0  | 0  |
| D2      | 0    | 0 | 0 | 0 | 0 | 0  | 0  | 0  |
| D3      | 0    | 0 | 0 | 0 | 0 | 0  | 0  | 0  |
| D4      | 0    | 0 | 0 | 0 | 0 | 0  | 0  | 0  |

### Girone E
| Squadra | P.ti | G | V | P | S | GF | GS | DR |
| ------- | ---- | - | - | - | - | -- | -- | -- |
| E1      | 0    | 0 | 0 | 0 | 0 | 0  | 0  | 0  |
| E2      | 0    | 0 | 0 | 0 | 0 | 0  | 0  | 0  |
| E3      | 0    | 0 | 0 | 0 | 0 | 0  | 0  | 0  |
| E4      | 0    | 0 | 0 | 0 | 0 | 0  | 0  | 0  |

### Girone F
| Squadra | P.ti | G | V | P | S | GF | GS | DR |
| ------- | ---- | - | - | - | - | -- | -- | -- |
| F1      | 0    | 0 | 0 | 0 | 0 | 0  | 0  | 0  |
| F2      | 0    | 0 | 0 | 0 | 0 | 0  | 0  | 0  |
| F3      | 0    | 0 | 0 | 0 | 0 | 0  | 0  | 0  |
| F4      | 0    | 0 | 0 | 0 | 0 | 0  | 0  | 0  |

## Squadre qualificate
| Squadra             | Data di qualificazione | Partecipante in quanto | Partecipazione | Ultima presenza | Miglior prestazione                |
| ------------------- | ---------------------- | --- | -------------- | --------------- | ---------------------------------- |
| Arabia Saudita      | 1 febbraio 2023        | Rappresentativa della nazione organizzatrice della fase finale, poi seconda nel Gruppo G del secondo turno di qualificazione | 12°            | Qatar 2023      | Vincitore (1984, 1988, 1996)       |
| Australia           | 26 marzo 2024          | Prima nel Gruppo I del secondo turno di qualificazione                                                                       | 6°             | Qatar 2023      | Vincitore (2015)                   |
| Iraq                | 26 marzo 2024          | Prima nel Gruppo F del secondo turno di qualificazione                                                                       | 11°            | Qatar 2023      | Vincitore (2007)                   |
| Iran                | 26 marzo 2024          | Prima nel Gruppo E del secondo turno di qualificazione                                                                       | 16°            | Qatar 2023      | Vincitore (1968, 1972, 1976)       |
| Uzbekistan          | 26 marzo 2024          | Seconda nel Gruppo E del secondo turno di qualificazione                                                                     | 9°             | Qatar 2023      | Quarto posto (2011)                |
| Qatar               | 26 marzo 2024          | Prima nel Gruppo A del secondo turno di qualificazione                                                                       | 12°            | Qatar 2023      | Vincitore (2019, 2023)             |
| Emirati Arabi Uniti | 26 marzo 2024          | Prima nel Gruppo H del secondo turno di qualificazione                                                                       | 12°            | Qatar 2023      | Finalista (1996)                   |
| Giappone            | 2 aprile 2024          | Prima nel Gruppo B del secondo turno di qualificazione                                                                       | 11°            | Qatar 2023      | Vincitore (1992, 2000, 2004, 2011) |
| Corea del Sud       | 6 giugno 2024          | Prima nel Gruppo C del secondo turno di qualificazione                                                                       | 16°            | Qatar 2023      | Vincitore (1956, 1960)             |
| Oman                | 6 giugno 2024          | Prima nel Gruppo D del secondo turno di qualificazione                                                                       | 6°             | Qatar 2023      | Ottavi di finale (2019)            |
| Palestina           | 6 giugno 2024          | Seconda nel Gruppo I del secondo turno di qualificazione                                                                     | 4°             | Qatar 2023      | Ottavi di finale (2023)            |
| Bahrein             | 6 giugno 2024          | Seconda nel Gruppo H del secondo turno di qualificazione                                                                     | 8°             | Qatar 2023      | Quarto posto (2004)                |
| Giordania           | 6 giugno 2024          | Prima nel Gruppo G del secondo turno di qualificazione                                                                       | 6°             | Qatar 2023      | Finalista (2023)                   |
| Cina                | 11 giugno 2024         | Seconda nel Gruppo C del secondo turno di qualificazione                                                                     | 14°            | Qatar 2023      | Finalista (1984, 2004)             |
| Indonesia           | 11 giugno 2024         | Seconda nel Gruppo F del secondo turno di qualificazione                                                                     | 6°             | Qatar 2023      | Ottavi di finale (2023)            |
| Corea del Nord      | 11 giugno 2024         | Seconda nel Gruppo B del secondo turno di qualificazione                                                                     | 6°             | UAE 2019        | Quarto posto (1980)                |
| Kuwait              | 11 giugno 2024         | Seconda nel Gruppo A del secondo turno di qualificazione                                                                     | 11°            | Australia 2015  | Vincitore (1980)                   |
| Kirghizistan        | 11 giugno 2024         | Seconda nel Gruppo D del secondo turno di qualificazione                                                                     | 11°            | Qatar 2023      | Ottavi di finale (2019)            |
|                     |                        | Prima nel Gruppo A del terzo turno di qualificazione                                                                         |                |                 |                                    |
|                     |                        | Prima nel Gruppo B del terzo turno di qualificazione                                                                         |                |                 |                                    |
|                     |                        | Prima nel Gruppo C del terzo turno di qualificazione                                                                         |                |                 |                                    |
|                     |                        | Prima nel Gruppo D del terzo turno di qualificazione                                                                         |                |                 |                                    |
|                     |                        | Prima nel Gruppo E del terzo turno di qualificazione                                                                         |                |                 |                                    |
|                     |                        | Prima nel Gruppo F del terzo turno di qualificazione                                                                         |                |                 |                                    |